# Klaus Schönhoven
Klaus Schönhoven (* 19. Juli 1942 in Würzburg) ist ein deutscher Historiker. Er war von 1984 bis 2007 Professor für Politische Wissenschaft und Zeitgeschichte an der Universität Mannheim.

## Leben
Schönhoven machte 1963 das Abitur in Würzburg und studierte anschließend Geschichte, Politische Wissenschaft und Germanistik an den Universitäten Würzburg und München. 1971 wurde er in Würzburg mit einer Arbeit über Die Bayerische Volkspartei 1924 bis 1932 promoviert. Von 1971 bis 1979 war er wissenschaftlicher Assistent am Institut für Geschichte der Universität Würzburg. Nach der Habilitation mit der Untersuchung Expansion und Konzentration. Studien zur Entwicklung der Freien Gewerkschaften im Wilhelminischen Deutschland 1890–1914 und der Ernennung zum Privatdozenten vertrat er zwischen 1979 und 1984 Lehrstühle für Neuere und Neueste Geschichte an den Universitäten Trier und Göttingen. Zugleich war er von 1980 bis 1984 Stipendiat der Deutschen Forschungsgemeinschaft im Heisenberg-Programm. Im Herbst 1984 wurde er als Professor für Politische Wissenschaft und Zeitgeschichte an die Universität Mannheim berufen.
Schönhoven hat sich einen Namen als Sozialhistoriker und Historiker der deutschen Arbeiterbewegung gemacht, deren Entwicklung im 19. und 20. Jahrhundert im Mittelpunkt seiner Forschungen steht. Neben Studien zur Geschichte der Gewerkschaften und der Sozialdemokratie hat er eine Reihe von zeithistorischen Arbeiten verfasst, die Themenfelder der deutschen Geschichte im 20. Jahrhundert (Weimarer Republik, Nationalsozialismus, Bundesrepublik) detailliert ausleuchten.

## Mitgliedschaften in wissenschaftlichen Gremien
- 1994–1999 Mitglied des wissenschaftlichen Beirats der SAPMO-Stiftung des Bundesarchivs in Berlin
- 2000–2008 Mitglied des wissenschaftlichen Beirats des Hauses der Geschichte der Bundesrepublik Deutschland
- 2001–2010 Vorsitzender des wissenschaftlichen Beirates der Stiftung Reichspräsident-Friedrich-Ebert-Gedenkstätte
- 2003–2013 Vorstandsmitglied der Bundeskanzler-Willy-Brandt-Stiftung

## Schriften (Auswahl)

### Monographien
- Die Bayerische Volkspartei 1924–1932 (= Beiträge zur Geschichte des Parlamentarismus und der politischen Parteien, Band 46), Düsseldorf 1972.
- Expansion und Konzentration. Studien zur Entwicklung der Freien Gewerkschaften im Wilhelminischen Deutschland 1890–1914 (= Industrielle Welt, Band 30), Stuttgart 1980.
- Die deutschen Gewerkschaften (= edition suhrkamp, Band 1287), Frankfurt am Main 1987.
- Reformismus und Radikalismus. Gespaltene Arbeiterbewegung im Weimarer Sozialstaat. München 1989.
- Arbeiterbewegung und soziale Demokratie in Deutschland. Ausgewählte Beiträge. Bonn 2002.
- Wendejahre. Die Sozialdemokratie in der Zeit der Großen Koalition 1966–1969. Bonn 2004.
- Freiheit und Leben kann man uns nehmen, die Ehre nicht. Das Schicksal der 1933 gewählten SPD-Reichstagsabgeordneten. Dietz Verlag, Bonn 2017, ISBN 978-3-8012-0501-0.[1]

### Kleine Schriften
- Der Heidelberger Programmparteitag von 1925. Sozialdemokratische Standortbestimmung in der Weimarer Republik. Heidelberg 1995.
- Gewerkschaften und soziale Demokratie im 20. Jahrhundert. Bonn 1995.
- Geschichtspolitik. Über den öffentlichen Umgang mit Geschichte und Erinnerung. Bonn 2003.
- Fanal der Barbarei. Die Bücherverbrennung im Mai 1933. Heidelberg 2003.
- Risiken und Chancen einer Großen Koalition aus historischer Perspektive. Mainz 2006.
- Herbert Wehner und die Große Koalition. Bonn 2006.
- Europa als Erinnerungsgemeinschaft. Bonn 2007.
- Freiheit durch Demokratischen Sozialismus. Willy Brandts Überlegungen zum programmatischen Selbstverständnis der SPD. Bonn 2013.

### Herausgeber von Sammelbänden
- Würzburgs Sozialdemokraten. Vom Arbeiterverein zur sozialdemokratischen Volkspartei 1868–1978, Würzburg 1978 (zusammen mit Hans Werner Loew).
- Arbeiter in Deutschland. Studien zur Lebensweise der Arbeiterschaft im Zeitalter der Industrialisierung, Paderborn 1981 (zusammen mit Dieter Langewiesche).
- Solidarität und Menschenwürde. Etappen der deutschen Gewerkschaftsgeschichte von den Anfängen bis zur Gegenwart, Bonn 1984 (zusammen mit Erich Matthias).
- Sozialismus und Kommunismus im Wandel. Hermann Weber zum 65. Geburtstag, Köln 1993 (zusammen mit Dietrich Staritz).
- Frühe Warnungen vor dem Nationalsozialismus. Ein historisches Lesebuch, Bonn 1998 (zusammen mit Hans-Jochen Vogel).
- Generationen in der Arbeiterbewegung, München 2005 (zusammen mit Bernd Braun).
- Der deutsche Sozialstaat im 20. Jahrhundert. Weimarer Republik, DDR und Bundesrepublik Deutschland im Vergleich, Bonn 2012 (zusammen mit Walter Mühlhausen).

### Bearbeiter und Herausgeber von Quelleneditionen
- Regionale und lokale Räteorganisationen in Württemberg 1918/19 (= Quellen zur Geschichte der Rätebewegung in Deutschland, Bd. 2), Düsseldorf 1976 (zusammen mit Eberhard Kolb).
- Die Gewerkschaften in Weltkrieg und Revolution 1914–1919 (= Quellen zur Geschichte der deutschen Gewerkschaftsbewegung im 20. Jahrhundert, Bd. 1), Köln 1985.
- Die Industriegewerkschaft Metall in der frühen Bundesrepublik 1950–1956 (= Quellen zur Geschichte der deutschen Gewerkschaftsbewegung im 20. Jahrhundert, Bd. 10), Köln 1991 (zusammen mit Walter Dörrich).
- Quellen zur Geschichte der deutschen Gewerkschaftsbewegung im 20. Jahrhundert, 15 Bde., Köln bzw. Bonn 1994–2007 (zusammen mit Hermann Weber).
- als Herausgeber und mit einer Einleitung versehen: Willy Brandt: Im Zweifel für die Freiheit. Reden zur sozialdemokratischen und deutschen Geschichte. Verlag J. H. W. Dietz, Bonn 2012, ISBN 978-3-8012-0426-6.